# Habranthus nullipes
Habranthus nullipes är en amaryllisväxtart som beskrevs av Pierfelice Ravenna. Habranthus nullipes ingår i släktet Habranthus och familjen amaryllisväxter.
Artens utbredningsområde är Bolivia. Inga underarter finns listade i Catalogue of Life.